# Søkkvabek
Søkkvabek er i nordisk mytologi navnet på Sagas bolig i Asgård.
| Nordisk mytologi | Spire Denne artikel om nordisk religion og mytologi er en spire som bør udbygges. Du er velkommen til at hjælpe Wikipedia ved at udvide den. |